# Аманда Питърсън
Аманда Питърсън (на английски: Amanda Peterson) е американска актриса, известна с ролята си на Синди Мансини в комедията от 1987 година „Не можеш да купиш любов“ (Can't Buy Me Love).

## Биография
Родена е на 8 юли 1971 година. На 9 години получава роля в мюзикъла Ани, а през 1985 година дебютира в киното. Популярност ѝ носи комедията „Не можеш да купиш любов“, където партнира на Патрик Демпси. Следват няколко други роли, но нито една от тях не ѝ носи същата слава. През 1994 година тя напуска филмовата индустрия.
Има два брака, като от втория има две деца.
Тялото на Аманда Питърсън е намерено в дома ѝ в Грийли, Колорадо на 5 юли 2015 година.